# Genianthus siamicus
Genianthus siamicus är en oleanderväxtart som beskrevs av J. Klackenberg. Genianthus siamicus ingår i släktet Genianthus och familjen oleanderväxter. Inga underarter finns listade i Catalogue of Life.